# Ясак
Яса́к (тат. ясак — натуральная подать) — в России XV — начала XX века натуральный налог с народов Сибири и Севера, главным образом пушниной.
В податном населении ясак платили все мужчины в возрасте от 15 лет до инвалидности, дряхлости или до 55 лет.
Ясак до начала XVIII века взимался также с народов Поволжья.

## История

### Предыстория
После присоединения Казани (1552 год) и других пост-золотоордынских ханств русские цари «перевели на себя ясаки», которые местное население уплачивало ханам. Позднее эта практика была распространена и на народы Сибири.
До начала XVII века сбор ясака с народов Урала и Западной Сибири продолжали осуществлять Ногайская Орда и Сибирское ханство — крупные осколки Золотой Орды.

### В XVII-XVIII вв.
Слово ясак прочно вошло в русский язык со времени завоевания и освоения Сибири и создания системы сибирских острогов и зимовий, которые служили местом сбора ясака с подвластных им «ясачных волостей». Сбор ясака был основной целью приведения под «высокую государеву руку» обширных неосвоенных территорий. Ясак вносился в казну соболями, лисицами, бобрами, куницами и другой пушниной, а иногда и скотом. Все эти меха (мягкая рухлядь) составляли для казны важный источник дохода и серьёзную статью отпускной торговли. Первоначально сбором ясака ведал Сибирский приказ; с 1763 года мягкая рухлядь стала поступать в Кабинет Его Императорского Величества.
Ясак назначался для каждого племени или рода в отдельности, «смотря по людям и по промыслам». Сбор часто гарантировался путём взятия заложников (аманатов) из туземцев.
В 1720-х гг. была предпринята попытка включить часть ясачных в состав формирующегося крестьянского сословия, распространить на них новые (дополнительные) формы податной и личной регистрации в виде подворных и подушных переписей, а затем и новые нормы подушного обложения. На это указывает и содержание некоторых статей «Плаката о сборе подушном» 1724 г., в п. 18 этого правового акта дословно сказано: 
«Понеже на однодворцев... на татар и ясашных, и на пашенных... и на других им подобных государственных крестьян... на тех положено сверх настоящего подушного сбору... еще по четыре гривны с души».
Вместе с тем особым «Реэстром» Плаката исключались из подушного сбора астраханские и уфимские татары, башкиры и сибирские ясачные иноверцы, «которых переписывать и на полки раскладывать не велено». Таким образом, было определено, что эта часть ясачного населения России не подлежала ревизскому учету с целью (дополнительного) подушного обложения. 
К 1730-м гг. правительство наконец-таки решило, что распространение на народы Сибири новых (дополнительных) принципов и форм налогообложения и связанной с этим практики ревизских переписей является преждевременной мерой.
Служивые люди старались собирать ясак с «прибылью», не допуская замены одних зверей другими. Постоянные жалобы инородцев привели в 1727 году к изданию указа, разрешавшего замену мягкой рухляди деньгами; но вскоре уплата ясака деньгами была признана для казны убыточной.
В 1739 году вышла резолюция кабинета министров собирать ясак соболями, «а чего соболями не достанет, то добирать другой мягкой рухлядью, а в таких местах, где подлинно соболей в другой мягкой рухляди сыскать невозможно, то брать деньгами по три рубля за соболя».

### В «просвещённое» правление Екатерины II

#### Ясачная реформа
Правительство в 1763 году признало необходимым упорядочить «ясашную повинность». С этой целью был командирован в том же году в Сибирь лейб-гвардии Семёновского полка секунд-майор Щербачёв, для составления генеральной переписи.
Екатерина II поручила Щербачёву ехать в Сибирь, наказать всех виновных в разорении «безгласных и беззаступных ясачных» и вернуться в столицу с соображениями по улучшению их участи и увеличению доходов от пушнины. Данное поручение содержало довольно эмоциональное обоснование:

Мы не можем без особливого нашего Матерняго соболезнования и на мысль себе представить о таковом происходящем в отдалённых частях Нашей Империи неустройстве и народной тягости, которую принуждены Наши верноподданные сносить с крайним оскорблением, единственно от насильства, грабежа и утеснения сборщиков ясака и их помощников.

Комиссия Щербачёва осуществила новую перепись ясачных душ в Сибири, вошедшую в историю как 1-я ясачная реформа. Образованные Щербачёвым на местах особые комиссии выработали следующие основания для ясашного обложения. Каждый улус был обложен или определённым родом зверя, раз навсегда оценённым, или деньгами, или тем и другим вместе. На случай «неулова» так называемых «окладных зверей», разрешено было заменять их другой пушниной или деньгами по справочным ценам.

#### Освобождение чукчей и айнов от ясака в 1779 году
30 апреля 1779 года вышел Указ Екатерины II Сенату об освобождении от податей населения Курильских островов, принявшего российское подданство:
 
«Ея и. в. повелевает приведённых в подданство на дальних островах мохнатых курильцов оставить свободными и никакого сбору с них не требовать, да и впредь обитающих тамо народов к тому не принуждать, но стараться дружелюбным обхождением и ласковостью для чаемой пользы в промыслах и торговле продолжать заведённое уже с ними знакомство».
Указ Сената 12 сентября 1788 года подтвердил «накрепко вообще всем промышленникам касательно Курильских островов» запрет на сбор ясака. По мнению Б. Ю. Кагарлицкого, на этом этапе стало ясно, что экономическая эксплуатация Курильских островов очень затратна, сбор «ясака» с курильских айнов не эффективен и лишь ведёт к сопротивлению местного населения. В условиях активизации европейских держав в регионе был признан приоритет геополитических соображений, поэтому айны были освобождены от государственных податей и ставка была сделана на превращение Курильских островов в торговый мост между Россией и Японией.
11 октября 1779 года последовал указ Екатерины II, в котором она объявляла, что «всемилостивейше соизволяет на принятие чукоцкаго народа в своё подданство, обнадёживая их всемилостивейшим Ея благоволением на равном основании прочих Ея подданных». Тем же указом Екатерина II повелела в течение 10 лет не брать с чукчей ясак, «изъяснить» им, «дабы они, чувствуя высочайшую Ея милость, пребыли с соседственными им подданными Е. И. В. коряками в должном согласии», разрешила чукчам вести торговлю и промыслы «без всякого изъятия и ограничения» и «дабы им ни от кого ни под каким видом притеснения и огорчения делано не было» и, наконец, приказала выставить на Чукотке в местах, наиболее удобных для посещения с моря, деревянные доски с изображением российского герба, «дабы вступление тех чукоцких народов в российское подданство всем приезжающим с моря известно было» и «чтобы всякой по вступлении на берег и без помощи словесных изъяснений по тем знакам мог узнавать, что сии чукоцкие народы принадлежат Российской империи». «Самим же тем чукчам изъяснить, что сие делается для собственной их пользы, потому что герб Российской империи известен всем народам и для того, когда оной приезжающим показыван будет, то всякой из почтения к нему и сведав, что они принадлежат России, не осмелится никакого зделать им притеснения и обиды».
Правительству в тот момент надо было торопиться с решением «чукотской проблемы» и хотя бы формально объявить Чукотку российским владением, а чукчей — подданными российской короны. Эта спешка была оправдана и актуальна в связи с активизацией англо-французского проникновения в северные воды Тихого океана. Показательно, что согласно указу от 11 октября 1779 года российские гербы должны были появиться также на Курильских и Алеутских островах.

### В XIX веке
В начале XIX века пришлось снова изменить размеры «ясашного обложения», так как быт и численность инородческих племён значительно изменились. Составлением для кочевых и бродячих инородцев новых окладных ясашных книг занялись образованные в 1827 году ясашные комиссии, отдельные для Восточной и Западной Сибири. Они приняли за основание вновь выработанного порядка обложения установленное уставом 1822 году деление инородцев на бродячих, кочевых и появившихся оседлых. Для бродячих и кочевых инородцев ясашные комиссии сохранили способ обложения, введённый ещё в 1763 году; предположено было только отменить 44-копеечный сбор. Оседлые инородцы должны были платить подати и повинности «по тем сословиям, в кои они вступили».